# انتباه انتقائي بصري
الانتباه الانتقائي البصري (بالإنجليزية: Visual selective attention in dementia) هو وظيفة دماغية تتحكم في معالجة المدخلات القادمة من شبكية العين بناءً على مدى أهميتها أو صلتها بالموقف. حيث يقوم هذا النظام باختيار تمثيلات محددة لتصل إلى مستوى الإدراك الحسي ومن ثم توجيه السلوك بناءً عليها، وفي الوقت نفسه يتم كبت المعلومات الأقل صلة أو أهمية.
يُعد الانتباه الانتقائي البصري عاملًا أساسيًا في إنتاج سلوك موجّه نحو الهدف بشكل فعّال؛ نظرًا لأن موارد المعالجة لدى الإنسان محدودة، يصبح من الضروري التمييز بين المعلومات المهمة وسط بيئة تزخر بكم هائل من المدخلات الحسية في كل لحظة. ومن أجل توجيه السلوك بشكل صحيح، لا يمكن السماح إلا لكمية محدودة من هذه المعلومات الحسية بالوصول إلى الإدراك الحسي. ولهذا السبب، يتم تنظيم السلوك الموجه نحو الهدف عبر الانتباه الانتقائي البصري، مما يتيح لنا تركيز انتباهنا على معلومات محددة تكون ذات صلة وأهمية للسياق أو الموقف الذي نتواجد فيه. بعد ذلك، تصل هذه المعلومات المختارة إلى مراحل معالجة أعمق، حيث تساهم في تعزيز تمثيل المثيرات البارزة والمهمة، وكبت المثيرات المشتتة الأقل صلة، إذ إن معالجة هذه المثيرات المشتتة قد تعيق تنفيذ السلوك المقصود.
الانتباه الانتقائي البصري هو العملية التي تتيح الكشف عن مصدر معين للمعلومات الحسية وتفضيله على غيره، مع تجاهل أو استبعاد المصادر الأخرى المتاحة في البيئة المحيطة. وتتطلب هذه العملية تفاعلاً معقدًا بين عدة وظائف معرفية، تشمل القدرة على اكتشاف المعلومات الحسية أو الإدراكية المهمة، والقدرة على كبح المعلومات غير المرتبطة بالمهمة، والقدرة على تحويل الانتباه من خاصية أو موقع معين إلى آخر حسب الحاجة.
في الأمراض التنكسية العصبية مثل مرض آلزهايمر، والخَرَف المصحوب بأجسام ليوي، ومرض باركنسون، تتأثر مناطق متعددة في الدماغ مثل العقد القاعدية، القشرة المخية، النواة الزرقاء، والفصوص الصدغية والجدارية والجبهية، إضافة إلى الجهاز النطاقي وخاصة قرن آمون واللوزة الدماغية. وتلعب هذه المناطق دورًا محوريًا في الوظائف التنفيذية مثل الذاكرة والانتباه، وخصوصًا الانتباه الانتقائي البصري، مما يؤدي إلى ظهور اضطرابات واضحة في هذه القدرات. ونتيجة لذلك، قد يعجز الفرد عن تجاهل المعلومات المشتتة بكفاءة أثناء محاولته التركيز على مثيرات محددة.

## الانتباه الانتقائي البصري وعلاقته بالتقدم الطبيعي في العمر
يَزداد الفقدان في القدرة على تجاهل المعلومات المشتتة بكفاءة مع التقدم في العمر، ويُعزى ذلك إلى القصور المرتبط بالعمر في الانتباه الانتقائي وسعة الذاكرة العاملة، خاصةً فيما يتعلق بانخفاض القدرة على كبح المعلومات الحسية المشتتة.
في دراسة أجراها كوتاري وهوير، فُحِصت الفروق العمرية لدى البالغين فيما يخص تأثير التداخل الناتج عن المشتتات على البحث البصري. حيث صُمِّمت المشتتات لتكون إما مرتبطة أو غير مرتبطة بالهدف، والذي كان عبارة عن الحرف "كيو". طُلب من المشاركين من صغار وكبار السن أداء مهمة عدّ الأهداف، والتي كانت تتطلب البحث ضمن عرض بصري يحتوي على عدة عناصر. بقي عدد العناصر المشتتة ثابتًا في جميع العروض، بينما كان نوع المشتت (أي ما إذا كان مرتبطًا تصنيفيًا بالهدف، أو مرتبطًا عدديًا، أو غير مرتبط على الإطلاق) متغيرًا؛ وذلك لمراقبة الاختلافات المحتملة في الأداء المرتبطة بالعمر.
وقد أظهرت نتائج البحث أن الأفراد الأكبر سنًا كانوا أبطأ في عدّ الأهداف مقارنةً بالأفراد الأصغر سنًا.
بغض النظر عن وجود المشتتات في العرض البصري. وتبين أن أداء العدّ تباطأ لكل من صغار وكبار السن عندما ظهرت المشتتات في العرض، كما وُجد أن التداخل كان في أعلى مستوياته لدى كلا الفئتين عند ظهور مشتتات غير متوافقة مع الاستجابة المطلوبة.
وبالنسبة لأداء الانتباه الانتقائي، لم تظهر النتائج وجود فروق واضحة مرتبطة بالعمر فيما يخص تأثير نوع المشتت. كما أن غياب التفاعل بين عامل العمر ونوع الحالة يشير إلى وجود قصور في العمليات الكابحة المرتبطة بالتقدم في العمر، ويمكن ملاحظة ذلك من خلال الزيادة في أزمنة الاستجابة ضمن الحالات التجريبية التي قُدِّمت فيها  الأهداف دون وجود مشتتات، مقارنةً بالحالات التي وُجدت فيها مشتتات مع الأهداف. وقد كانت هذه الزيادة في زمن الاستجابة أكثر وضوحًا لدى كبار السن مقارنةً بصغار السن، مما يشير إلى أن توزيع الانتباه عبر المحاولات يكون حسّاسًا للتدهور المرتبط بالعمر. لذلك، من المحتمل أن يكون هناك ضعف مرتبط بالتقدم في العمر في القدرة على التبديل بين المواقف التي تتطلب تفعيل عمليات الكبح، وتلك التي لا تستلزم استخدام الانتباه الانتقائي.

## القصور المعرفي الخفيف
الضعف الإدراكي البسيط يُعتبر المرحلة الانتقالية بين الشيخوخة الطبيعية ومرض الزهايمر، رغم أنه يُلاحظ أن ليس جميع الأفراد الذين يُشخَصوا بالضعف المعرفي المعتدل يتطورون إلى الخرف. من الممكن أن تظهر بعض التغيرات الطفيفة في الانتباه الانتقائي البصري في هذه المرحلة، حيث يُلاحظ مثل هذه العيوب حتى في المراحل المبكرة من مرض الزهايمر.
العيوب في الضعف المعرفي المعتدل تتسق مع التغيرات العصبية التي تحدث في مناطق الدماغ مثل قشرة مقدم الجبهي، والفصوص الجدارية، والجهاز الكوليني، وتناقص الاتصال في الشبكة الجبهو-جدارية في المراحل المبكرة من مرض الزهايمر.
هذه التغيرات، التي ثُبِت أنها تؤدي إلى بطء في سرعة المعالجة وصعوبة في تحويل التركيز، تشير إلى أن المرضى الذين يعانون من الضعف المعرفي المعتدل يجدون صعوبة أكبر في التركيز على المثيرات المستهدفة عند وجود المشتتات، مقارنةً بالأشخاص الأصحاء.
الأفراد الذين يعانون من الضعف المعرفي المعتدل والذين تطوروا إلى الخرف خلال 2.5 سنة أظهروا أداء بحث بصري أقل كفاءة بشكل ملحوظ مقارنةً بأولئك الذين لم يتطوروا إلى الخرف في نفس الفترة الزمنية.
كما اُقترِح أن العيوب في الانتباه الانتقائي البصري لدى مرضى الضعف المعرفي المعتدل تبدو معتمدة على خصائص المهمة ومتطلباتها، ونوع وإتاحة الإشارة. هذه النتائج تتوافق أيضًا مع
التغيرات العصبية المرضية التي لوحظت في مرضى الزهايمر المبكر في مناطق مثل الجهاز الكوليني، والمناطق الجبهية والجدارية. عندما تتطلب المهمة المعطاة الذاكرة العاملة، يتم ملاحظة العيوب في الانتباه الانتقائي البصري والأداء لدى مرضى الضعف المعرفي المعتدل، ومع ذلك، يُلاحظ أن المعالجة المُتحكم بها عادةً لا تتأثر.
أُظهِر أن الإشارات السمعية التي تساعد في الانتباه الانتقائي البصري في المهام تُحسن الأداء، بسبب تقليل الطلبات، ومن الواضح أن مرضى الضعف المعرفي المعتدل يعتمدون على المعلومات الخارجية للمساعدة في تخصيص الانتباه.

## داء آلزهايمر

"ضمور الدماغ في مرض الزهايمر"

مرض الزهايمر هو أكثر أنواع الخرف شيوعًا، حيث يُشخَص حوالي ثلثي الأفراد المصابين بالخرف به. وهو السبب الرئيسي للخرف لدى البالغين المسنين. يبدأ مرض الزهايمر بشكل خفي ويترافق مع تدهور في التوقعات، مما يؤدي إلى تدهور في الذاكرة، والقدرات المكانية، واللغة، والعديد من الوظائف الإدراكية الأخرى، بما في ذلك الانتباه الانتقائي البصري.
يضر مرض الزهايمر خلايا الدماغ ويدمرها. مقارنة بالدماغ السليم، فإن دماغ الشخص المصاب بالزهايمر يحتوي على خلايا أقل، وهناك روابط أقل بين الخلايا الباقية.
هذا يؤدي حتمًا إلى انكماش الدماغ. يتميز هذا المرض بنوعين من الشذوذات: اللويحات والتشابكات. اللويحات هي تجمعات لبروتين يسمى بيتا-أميلويد. قد تضر وتدمر خلايا الدماغ عن طريق التدخل في التواصل بين الخلايا، من بين أمور أخرى. يعتقد أن تجمع البيتا-أميلويد على السطح الخارجي لخلايا الدماغ له دور في سبب هذا المرض.
أما التشابكات فهي خيوط من بروتين آخر يسمى التاو. يتشابك التاو إلى تشابكات غير طبيعية داخل خلايا الدماغ، مما يؤدي إلى فشل في نظام النقل، الذي يُعتبر أيضًا مسببًا في موت خلايا الدماغ. يعتمد الدماغ على هذا النظام الداخلي للدعم والنقل من أجل نقل المغذيات والمواد الأساسية، مما يتطلب هيكلًا ووظيفة طبيعية للتاو.
اُقترِح أن التدهور في الانتباه في مراحل مرض الزهايمر المعتدل قد يعتمد على تدهور في الشبكة الدماغية الخاصة بالانتباه. تشمل هذه الشبكة الفص القذالي، والفصوص الصدغية والجدارية المجاورة، والفص الجبهي، والمناطق تحت القشرية. مع تقدم المرض، يبدأ الفص الجبهي في التدهور، وتفقد الأنظمة العصبية الذاتية الأدنى ميزاتها.
يتضرر عادةً الانتباه الانتقائي البصري في مرض الزهايمر. يبدو أن القدرة على تثبيط الاستجابات غير المناسبة كجزء من الانتباه المستمر تكون عرضة للتدهور في المراحل المبكرة من مرض الزهايمر، حيث يعتبر الانتباه الانتقائي العنصر الأكثر ضعفًا والمقاوم في الانتباه. أظهر مرضى الزهايمر عيوبًا في اختبارات الانتباه الانتقائي البصري مثل اختبار البحث عن الخريطة واختبار ستروب.
أظهرت دراسة قام بها بيغناتي وآخرون أن أداء مرضى الزهايمر في المهام التي تختبر الانتباه الانتقائي البصري اختلف بشكل ملحوظ عن أداء كبار السن الأصحاء، حيث كانت أوقات الاستجابة أطول ومعدلات الأخطاء أعلى، سواء من الناحية الكمية أو النوعية. في دراسة مماثلة شملت مهمة تتطلب من المشاركين الاستجابة لاكتشاف العنصر المستهدف أو التمييز بين عدة عناصر في العرض.
وجد ريزو وآخرون أن مرضى الزهايمر واجهوا صعوبة أكبر مقارنةً بمجموعة التحكم في جميع مقاييس الانتباه الانتقائي البصري، وأنتجوا المزيد من الأخطاء في الاستجابات. وهذا يشير إلى أن مرضى الزهايمر المعتدل أظهروا عيوبًا فيما يتعلق بالانتباه البصري وسرعة المعالجة، وكانت مهارات الانتباه المنخفضة مرتبطة ارتباطًا وثيقًا بالعجز المعرفي في مناطق معينة، والقدرة المعرفية بشكل عام. يمكن أن يُعزى انخفاض الأداء في اختبارات الانتباه إلى هذا العجز.
استخدم فولدي وآخرون مهمة إلغاء مرئي متعددة الأهداف لفحص الانتباه الانتقائي البصري لدى مرضى الزهايمر مقارنةً بالأصحاء. وجد الباحثون أداءً أبطأ وأوقات إتمام أطول مقارنةً بأولئك الذين لا يعانون من مرض الزهايمر، ويمكن النظر إلى ذلك على أنه شكل أكثر كفاءة وشدة من العمليات الانتباهية الموجودة في الشيخوخة الطبيعية. سجل مرضى الزهايمر ضعفًا في الوقت الذي استغرقوه في كل هدف أو إلغاء، بغض النظر عن نوع الإلغاء، مقارنةً بمجموعات التحكم الصحية من نفس العمر.
كما وجد أن مجموعة التحكم أبطأت أوقات بحثهم بما يتناسب مع توازن السرعة والدقة. أي عندما زادت التشابهات بين الأهداف والمشتتات، وأصبح من الصعب التمييز بين الهدف. ومع ذلك، حافظوا على دقة الكشف دون زيادة في معدلات الأخطاء.
هذه النتيجة تشير، بخلاف أداء مرضى الزهايمر، إلى أن مجموعة التحكم أبطأت بحثهم فقط لتجنب الاستجابة للمشتتات، وبالتالي لتجنب الأخطاء وإظهار توازن السرعة والدقة. أبطأ مرضى الزهايمر بحثهم مع زيادة التشابه بين الهدف والمشتت، ومع ذلك، ارتكبوا المزيد من الأخطاء وافتقدوا الأهداف. لم يظهر هذا الأداء توازن السرعة والدقة. يشير هذا إلى أنه في مرضى الزهايمر، وبخلاف الأصحاء، يؤثر درجة التشابه بين عناصر البحث على القدرة على التركيز على الأهداف ذات الصلة. 
لوحِظت نتائج مشابهة في دراسة شيفر، حيث أُجريت دراسة عن الانتباه الانتقائي البصري في مرض الزهايمر من خلال تغيير الخصائص الفيزيائية لمهمة الإلغاء الانتقائي.

## الخرف المصحوب بأجسام ليوي
يُعرف الخرف المصاحب لأجسام ليوي بتميزه بتكوّن أجسام ليوي داخل القشرة المخية، المادة السوداء، النواة الزرقاء، ومكونات النظام الكوليني القاعدي في الدماغ. تشمل الأعراض السريرية حدوث خرف قشري وارتباك ذهني، أعراض شبيهة بمرض باركنسون، حساسية شديدة تجاه الأدوية المضادة للذهان، بالإضافة إلى مظاهر نفسية مثل الهلاوس المتكررة والواضحة، خاصة في المراحل المبكرة من المرض.
ونظرًا لتداخل الأعراض السريرية، قد يكون من الصعب أحيانًا التمييز بين الخرف المصاحب لأجسام ليوي وخرف الزهايمر. إلا أن الاختلافات في كفاءة وظائف الانتباه لدى المرضى ساعدت في التمييز بين هذين النوعين من الاضطرابات التنكسية العصبية. فعلى الرغم من أن بعض مجالات معالجة الانتباه، مثل الانتباه المقسّم، وعمليات تبديل الانتباه، وكبح الاستجابات، تكون متضررة في كلٍ من مرض الزهايمر والخرف المصاحب لأجسام ليوي، إلا أن الدراسات أظهرت أن هذه العيوب تكون أكثر وضوحًا في مرضى أجسام ليوي، وتتزامن مع ضعف واضح في الانتباه الانتقائي، خاصة في المجال البصري، أي في قدرتهم على تركيز الانتباه على منبهات محددة.
يُعد الانتباه الانتقائي البصري من الوظائف التي تتأثر عادة في هذا المرض. ففي دراسة أجراها بيترز وزملاؤه، كُلِف مرضى الزهايمر ومرضى أجسام ليوي بإجراء اختبار العرض التسلسلي السريع للمنبهات البصرية. في هذا النموذج، تُعرض المنبهات البصرية بسرعة في نفس الموضع بشكل متتابع، حيث يُعرض كل منبه بسرعة ويكون الهدف مختلفًا في لونه (أحمر) عن المشتتات (أسود). شملت مجموعة المنبهات 24 حرفًا من اللغة الإنجليزية كأهداف (مع استبعاد الحرفين I وO)، واستخدمت الأرقام من 2 إلى 9 كمشتتات.
أشارت النتائج إلى وجود اختلافات واضحة في قدرة المرضى على كبح المعلومات المشتتة أثناء معالجة الانتباه بين مرضى الزهايمر ومرضى أجسام ليوي والأشخاص الأصحاء، إلا أن العجز في الانتباه الانتقائي كان أشد وضوحًا لدى مرضى أجسام ليوي مقارنة بمرضى الزهايمر. وأظهرت المجموعتان (أجسام ليوي والزهايمر) انخفاضًا في الدقة أثناء الاختبار، إلا أن مرضى أجسام ليوي كانوا أكثر تأثرًا من المجموعتين الأخريين.
يتطلب الانتباه الانتقائي البصري العديد من العمليات الإدراكية الأساسية، مثل القدرة على اكتشاف المعلومات الحسية والإدراكية المهمة، والقدرة على كبح المعلومات غير ذات الصلة بالمهمة، والقدرة على تحويل الانتباه من خاصية أو موقع إلى آخر.
في هذه الدراسة، وُجد أن أداء مرضى أجسام ليوي كان أسوأ بشكل ملحوظ من أداء مرضى الزهايمر والأشخاص الأصحاء في حالة وجود هدف واحد فقط، مما يشير إلى أن عنصر التصفية الإدراكية في الانتباه الانتقائي يعاني من ضعف كبير في هذا النوع من الخرف. وتُعزى صعوبة التمييز بين المنبهات البصرية لدى مرضى أجسام ليوي إلى انخفاض قدرتهم على اختيار وتشفير المعلومات ذات الصلة أو الأهمية أثناء البحث عن الهدف. كما أن البطء العام لديهم قد يكون زاد من تأثير التشويش الإدراكي الناتج عن المشتتات، خاصة وأن مهمة انتقاء الهدف ومعالجته (كما في اختبار العرض التسلسلي السريع) يجب أن تُنجز تحت ضغط الوقت.
وفي دراسة أخرى أجراها كالديرون وزملاؤه، قُورِن مرضى أجسام ليوي بمرضى الزهايمر بهدف تقييم قدراتهم على الانتباه والإدراك البصري، والوظائف التنفيذية، والذاكرة الدلالية والعرضية، وذلك باستخدام اختبارات نفسية معرفية محددة. لاختبار الانتباه الانتقائي البصري، استُخدم اختبار البحث على الخريطة، والذي يتطلب من المشارك تحديد رموز مستهدفة وسط مشتتات متنافسة. أظهرت النتائج أن الانتباه الانتقائي البصري كان متضررًا بشكل أكثر وضوحًا في مرضى أجسام ليوي مقارنة بمرضى الزهايمر، على الرغم من أن مرضى الزهايمر كانوا بدورهم يعانون من ضعف ملحوظ مقارنة بالأصحاء.
أكدت هذه الدراسة أن مرضى أجسام ليوي يعانون من ضعف أكبر في القدرات المتعلقة بالانتباه والإدراك البصري، والمهام التنفيذية والانتباهية، بالإضافة إلى أن عددًا كبيرًا منهم لم يتمكن من إكمال بعض اختبارات الانتباه الانتقائي البصري مثل اختبار ستروب، مما يدل على أن العمليات الانتباهية تتعرض لضرر شديد لدى مرضى أجسام ليوي، بشكل يفوق ذلك الموجود لدى مرضى الزهايمر، خاصة فيما يتعلق بقدرات الانتباه الانتقائي البصري.
ويبدو أن هناك انهيارًا عامًا في جميع جوانب الانتباه لدى مرضى أجسام ليوي، كما أوضحت هذه الدراسة. ويُعتقد أن السبب المحتمل لذلك هو فرضية تفيد بأن الفقدان الشديد في الناقل العصبي أستيل كولين قد يكون المكون الأساسي الكامن خلف هذا العجز في الانتباه لدى مرضى أجسام ليوي.

## داء باركنسون
يتميّز مرض باركنسون بحدوث تنكس في خلايا المادة السوداء داخل العقد القاعدية وفي النواة الزرقاء. وتُعد هذه المناطق جزءًا أساسيًا في عمليات الانتباه، خاصة الانتباه الانتقائي البصري. أظهرت الأبحاث التي أُجريت على الحيوانات ودراسات التصوير المقطعي بالإصدار البوزيتروني، الدور المهم الذي تلعبه العقد القاعدية في عمليات الانتباه الانتقائي، مما يشير إلى أن وجود خلل أو تلف في هذه المناطق قد يؤدي إلى ضعف في وظائف الانتباه لدى مرضى باركنسون.
كما أنه من المحتمل أن تكون مناطق أخرى في الدماغ، مثل الفصوص الأمامية أو الأكيمة العلوية، والتي ترتبط وظيفيًا بالعقد القاعدية، مسؤولة أيضًا عن هذا الضعف في الانتباه لدى مرضى باركنسون. ويُعتقد أن التلف في هذه المناطق قد يؤدي إلى خلل واضح في الأداء الانتباهي، وربما يكون ناتجًا عن انقطاع الاتصال العصبي بين هذه المناطق الأساسية وبين باقي أجزاء الدماغ.
ويُعتبر مرض باركنسون اضطرابًا تنكسيًا عصبياً تقدميًا، حيث يرتبط بتلف الخلايا العصبية في المادة السوداء والنواة الزرقاء. وتتمثل الأعراض السريرية للمرض في الرُعاش أثناء الراحة، والتيبس العضلي، نقص أو فقدان الحركة، صعوبة بدء الحركة أو الحفاظ على استمراريتها، وبطء الحركة.
وتشير العديد من الدراسات إلى وجود ضعف واضح في القدرة على الانتباه الانتقائي البصري لدى مرضى باركنسون.
فعلى سبيل المثال، أظهر المرضى أداءً غير طبيعي في اختبار ستروب، إضافة إلى ضعف في القدرة على تركيز الانتباه على الأهداف وسط المشتتات، أو الحفاظ على انتباه بصري موجه نحو منبهات محددة أثناء تنفيذ مهام أخرى بالتوازي.
وتتسق التغيرات المرضية العصبية لهذا المرض مع هذا النوع من الضعف في الانتباه. وعلى الرغم من أن الإصابة بالخرف ليست حتمية عند جميع المصابين بمرض باركنسون، إلا أن الخرف يُعتبر واحدًا من المضاعفات الشائعة المصاحبة، ويؤثر على نفس الجوانب من الانتباه الانتقائي البصري التي تتضرر لدى الأشخاص المصابين بضعف الإدراك البسيط، أو مرض الزهايمر، أو الخرف المصاحب لأجسام ليوي.
تشمل عملية الإدراك البصري عدة مكونات، من بينها القدرة على تركيز الانتباه بشكل انتقائي على المنبهات ذات الصلة، مع تجاهل المعلومات المُشتتة أو غير المهمة بشكل فعال. ويُلاحظ أن هذا النوع من العجز لدى مرضى باركنسون يرتبط بخلل عام في جميع عمليات الانتباه.
يرتبط تنكس المادة السوداء ارتباطًا وثيقًا بحدوث مرض باركنسون، كما أن هذه المناطق من العقد القاعدية تشارك بشكل فعّال في تنظيم وظائف الانتباه، وخاصة الانتباه الانتقائي البصري. لذلك، يُرجح أن التلف أو القصور في العقد القاعدية والمناطق المرتبطة بها يساهم في حدوث ضعف الانتباه الانتقائي البصري لدى هؤلاء المرضى.
ويُحتمل أن يكون لدى المصابين بمرض باركنسون ضعف في القدرة على تركيز انتباههم الانتقائي لعدة أسباب؛ فقد تظهر لديهم صعوبة في كبح أو تثبيط معالجة المعلومات غير المهمة التي تُعرض، مما يؤدي إلى السماح لهذه المعلومات بالتداخل مع عملية معالجة المعلومات ذات الصلة. أو قد يتمكن المرضى بالفعل من كبح معالجة المنبهات غير المهمة، لكنهم يعانون من صعوبة في الحفاظ على انتباههم موجهًا نحو المنبهات المهمة، ويُدعم ذلك بوجود انفصال سريع وغير طبيعي للانتباه عن الموقع الذي ظهر فيه المنبه البصري في آخر مرة.